# Tatjana Providohina
Tatjana Petrovna Providohina-Fjodorenko rusko Татьяна Петровна Провидохина-Федоренко, ruska atletinja, * 26. marec 1953, Leningrad, Sovjetska zveza.
Nastopila je na poletnih olimpijskih igrah leta 1980 ter osvojila bronasto medaljo v teku na 800 m. V tej disciplini je leta 1978 osvojila naslov evropske prvakinje.